# Залив на акулите
Заливът на акулите (на английски: Shark Bay) е залив на Индийския океан, разположен на крайбрежието на щат Западна Австралия в Австралия.
Заливът, островите в него и част от бреговете му образуват система от защитени територии, която през 1991 година е включена в Списъка на световното наследство на ЮНЕСКО. Тя включва една от най-обширните области с морска трева в света с голяма популация от дюгони, както и рядко струпване на строматолити, твърди варовикови образувания, създадени от водни микроорганизми.